# Внуково (деревня, Москва)
Внуково — деревня в Новомосковском административном округе Москвы (до 1 июля 2012 года была в составе Ленинского района Московской области). Входит в состав поселения Внуковское.
Название, предположительно, произошло от некалендарного личного имени Внук.

## Население
| 1852 | 1859 | 1890 | 1899 | 1926 | 2002 | 2006 |
| ---- | ---- | ---- | ---- | ---- | ---- | ---- |
| 232  | ↘51  | ↗59  | ↗65  | ↗483 | ↘153 | ↘94  |
| 2010 |      |      |      |      |      |      |
| ↗464 |      |      |      |      |      |      |

Согласно Всероссийской переписи, в 2002 году в деревне проживало 153 человека (69 мужчин и 84 женщины). По данным на 2005 год в деревне проживало 94 человека.

## География
Деревня Внуково находится примерно в 7 км к северо-западу от центра города Московский. Ближайшие населённые пункты — посёлки Абабурово, Внуково и посёлок станции Внуково. Около деревни расположена станция Внуково Киевского направления МЖД. Рядом с деревней проходит Минское шоссе.
В деревне 12 улиц, приписаны два садоводческих товарищества, дачное партнёрство и товарищество индивидуальных застройщиков. Связана автобусным сообщением с аэропортом Внуково, городами Видное, Одинцово и Московский.

## История
В середине XIX века сельцо Внуково относилось к 1-му стану Звенигородского уезда Московской губернии и принадлежало князю Сергею Ивановичу Гагарину, крестьян 116 душ мужского пола и 116 душ женского.
В «Списке населённых мест» 1862 года — владельческая деревня 1-го стана Звенигородского уезда по левую сторону Смоленского тракта (из Москвы в Гжатск), в 29 верстах от уездного города и 18 верстах от становой квартиры, при пруде, с 6 дворами и 51 жителем (26 мужчин, 25 женщин).
По данным на 1899 год — деревня Перхушковской волости Звенигородского уезда с 65 жителями.
В 1913 году — 17 дворов, располагалась квартира полицейского урядника.
По материалам Всесоюзной переписи населения 1926 года — центр Внуковского сельсовета Козловской волости Московского уезда Московской губернии в 3 км от Боровского шоссе и 0,5 км от станции Внуково Московско-Киево-Воронежской железной дороги, проживало 483 жителя (231 мужчина, 252 женщины), насчитывалось 144 хозяйства, из которых 24 крестьянских.
1929—1960 гг. — населённый пункт в составе Кунцевского района Московской области.
1960—1963 гг. — в составе Ульяновского района Московской области.
1963—1965 гг. — в составе Звенигородского укрупнённого сельского района Московской области.
1965—2012 гг. — в составе Ленинского района Московской области.